# Plerguer
Plerguer is een gemeente in het Franse departement Ille-et-Vilaine (regio Bretagne). De plaats maakt deel uit van het arrondissement Saint-Malo. Plerguer telde op 1 januari 2022 2.871 inwoners.

## Geografie
De oppervlakte van Plerguer bedroeg op 1 januari 2022 20,19 vierkante kilometer; de bevolkingsdichtheid was toen 142,2 inwoners per km².

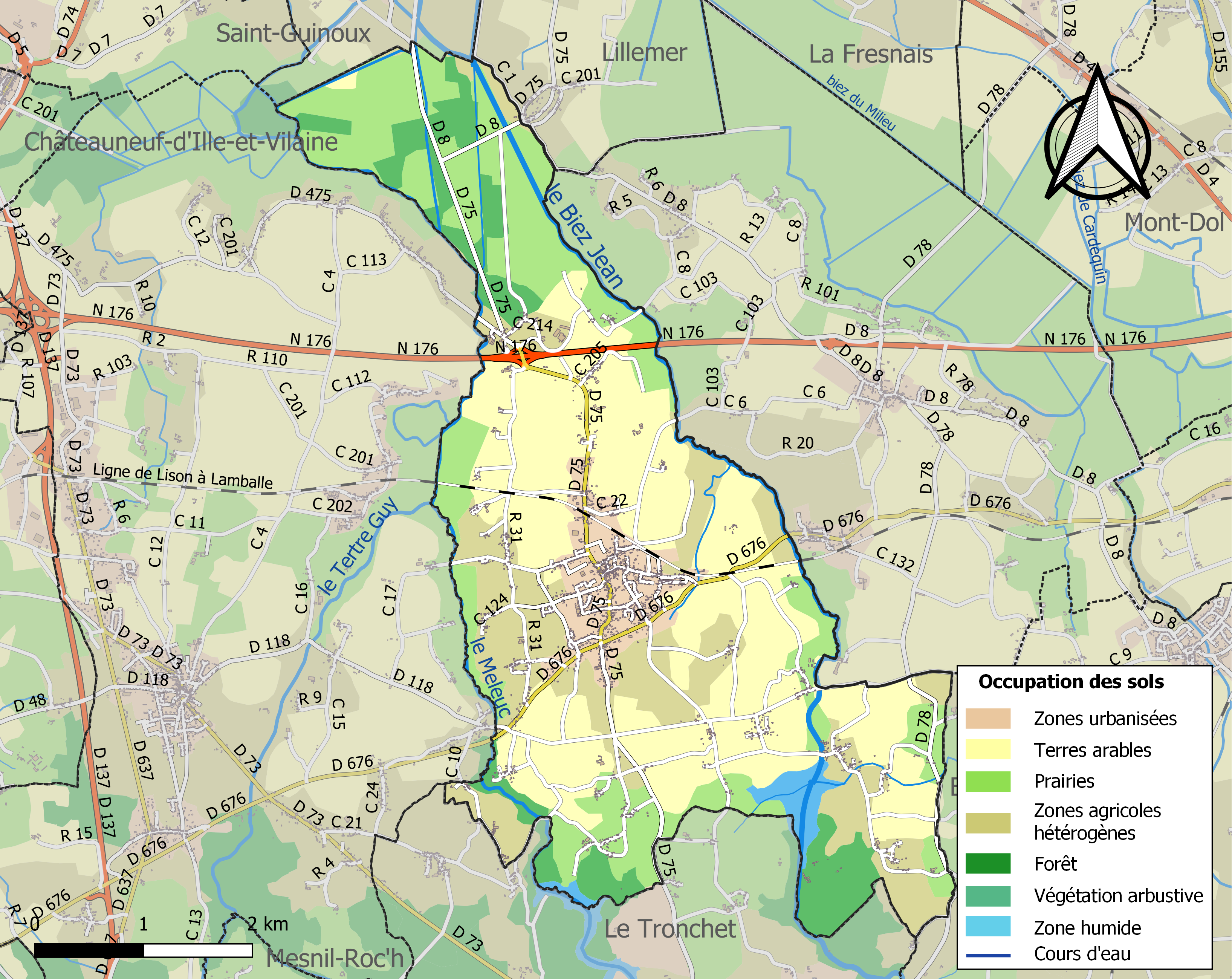
Kaart van de gemeente met belangrijkste infrastructuur, bodemgebruik en omliggende gemeenten

## Verkeer
In de gemeente ligt de spoorweghalte Plerguer.

## Demografie
Onderstaande figuur toont het verloop van het inwonertal, bron: INSEE-tellingen. 